# دونالد روب
دونالد روب (2 فبراير 1929 - 28 يوليو 2009) كان لاعب هوكي الجليد، كندي. شارك في دورة الألعاب الأولمبية الشتوية 1956، ودورة الألعاب الأولمبية الشتوية 1960.

## روابط خارجية
- دونالد روب على موقع EliteProspects.com (الإنجليزية)
- دونالد روب على موقع HockeyDB.com (الإنجليزية)
- دونالد روب على موقع أوليمبيديا (الإنجليزية)